# Carlos Squeo
Carlos Squeo (Dock Sud, 4 de junho de 1948 - 8 de setembro de 2019) foi um futebolista argentino que competiu na Copa do Mundo FIFA de 1974.